# Cinque Ports

Ligging van de Cinque Ports, ancient towns en limbs op een kaart met de kustlijnen vóór de stormvloed van 1287

De vlag van de Cinque Port Towns (in Kent en Sussex), in tegenstelling tot de vlag van de autoriteit.

De Cinque Ports ([sɪŋk pɔːrts]) is een historisch samenwerkingsverband van kustnederzettingen in Kent en Sussex waar schepen gebouwd werden om Engeland te verdedigen.
Het verband stamt uit de Angelsaksische periode, toen bepaalde havens inkomsten kregen in ruil voor schepen. In 1100 was de van oorsprong Normandische term in gebruik en in 1155 werd een koninklijk charter getekend ter oprichting van de havens. De vijf havens waren Hastings, New Romney, Hythe, Dover en Sandwich. Later werd New Romney vervangen door Rye, dat net als Winchelsea al bekendstond als een ancient town die bescherming hoorde te bieden aan de havenplaatsen. Tot slot werden de kustplaatsen Lydd, Folkestone, Faversham, Margate, Deal, Ramsgate en Tenterden als limbs – afdelingen van een van de Cinque Ports – beschouwd.
Tegen de 16e eeuw hadden de Cinque Ports hun belang grotendeels verloren. De machten van de confederatie werden afgezwakt in de 19e en 20e eeuw. Het verband bestaat nog als een louter ceremonieel orgaan.